# 苏莱曼·索伊卢
苏莱曼·索伊卢（土耳其語：Süleyman Soylu，發音：[sylɛjman sojˈɫu]；1969年11月21日—），土耳其政治人物，正义与发展党副主席，民主党前领导人。他曾于2015年11月至2016年8月担任劳动和社会保障部长，并于2016年8月至2023年6月担任内政部长。
苏莱曼·索伊卢被视为可能是土耳其总统、正义与发展党领导人雷杰普·塔伊普·埃尔多安的继任者。2025年，索伊卢宣布将在完成议员任期后退出政坛，并支持埃尔多安连任下一届总统。